# Ahmet Kıbıl
Ahmet Kıbıl (* 15. Dezember 1952 in Sarıkamış, Kars; † 16. August 2011 in Istanbul, Istanbul) war ein türkischer alpiner Skirennläufer.
Kıbıl nahm im Alter von 15 Jahren an den Olympischen Winterspielen 1968 in Grenoble teil. Im Riesenslalom belegte er den 82. Platz und war damit der beste türkische Starter. Von 1971 bis 1975 konnte er die nationalen Meistertitel im alpinen Skisport für sich gewinnen. Bei den Weltmeisterschaften 1974 in St. Moritz wurde Kıbıl 15. in der alpinen Kombination. Seine zweiten Olympischen Spiele erlebte er 1976 in Innsbruck. Während er im Slalom und Riesenslalom die Rennen nicht beenden konnte, wurde er im Abfahrtslauf 63.
Nach dem Ende seiner aktiven Karriere arbeitet Kıbıl als Trainer und Präsident des Türkischen Ski- und Snowboardverbandes. Kıbıl erlag im August 2011 einem Lungenkrebsleiden.